# Coupe du Maroc de football 1975-1976
 (avril 2024).
Si vous disposez d'ouvrages ou d'articles de référence ou si vous connaissez des sites web de qualité traitant du thème abordé ici, merci de compléter l'article en donnant les références utiles à sa vérifiabilité et en les liant à la section « Notes et références ».
Navigation
Édition précédente Édition suivante
La saison 1975-1976 de la Coupe du Trône est la vingtième édition de la compétition. 
Le Fath Union Sport de Rabat remporte la coupe au détriment du Kénitra Athlétic Club sur le score de 1-0 au cours d'une finale jouée dans le Stade de Marchan à Tanger. Le Fath Union Sport de Rabat remporte ainsi cette compétition pour la troisième fois de son histoire.

## Déroulement

### Huitièmes de finale
| Équipe 1                      | Équipe 2                 | Résultat |
| Fath Union Sport de Rabat     | Mouloudia Club d'Oujda   | 1 - 0    |
| Union de Sidi Kacem           | Wydad Athletic Club      | 1 - 0    |
| Amal Club de Belksiri         | Tihad Sportif Club       | 0 - 2    |
| Olympique de Boujniba         | Hilal de Nador           | 3 - 2    |
| Kénitra Athlétic Club         | Olympique de Khouribga   | 3 - 2    |
| Étoile jeunesse de Casablanca | Youssoufia Club de Rabat | 4 - 3    |
| Difaâ d'El Jadida             | ASPC Casablanca          | 1 - 2    |
| Moghreb de Tetouan            | Raja Club Athletic       | 1 - 3    |

### Quarts de finale
| Équipe 1                      | Équipe 2              | Résultat |
| Union de Sidi Kacem           | ASPC Casablanca       | 1 - 0    |
| Fath Union Sport de Rabat     | Tihad Sportif Club    | 1 - 0    |
| Étoile jeunesse de Casablanca | Raja Club Athletic    | 1 - 2    |
| Kénitra Athlétic Club         | Olympique de Boujniba | 3 - 1    |

### Demi-finales
| Équipe 1                  | Équipe 2            | Résultat |
| Fath Union Sport de Rabat | Raja Club Athletic  | 3 - 1    |
| Kénitra Athlétic Club     | Union de Sidi Kacem | 2 - 1    |

### Finale
La finale oppose les vainqueurs des demi-finales, le Fath Union Sport de Rabat face au Kénitra Athlétic Club, le 18 juillet 1975 au Stade de Marchan à Tanger.
| Coupe du Trône : Finale 1976 | Fath Union Sport de Rabat | 1 - 0 | Kénitra Athlétic Club | Stade de Marchan, Tanger    |                             |
| 18 juillet 1976              |                           |       |                       | Arbitrage : Abdelali Naciri | Arbitrage : Abdelali Naciri |
| 18 juillet 1976              |                           |       |                       | Arbitrage : Abdelali Naciri | Arbitrage : Abdelali Naciri |